# La Basseta (la Torre de Cabdella)
La Basseta és un llac d'origen glacial que es troba a 2.424, a la capçalera de la vall del riu de Filià, al Pallars Jussà, en el terme municipal de la Torre de Cabdella, dins del seu terme primigeni.
Es troba a llevant del Port de Filià, a la part més de ponent de tota la vall, en el lloc anomenat Bony de la Basseta, a 2.217,8 m. alt., al capdamunt del barranc de la Basseta.